# Critics’ Choice Television Award/Beste Nebendarstellerin in einer Comedyserie
Der Critics’ Choice Television Award in der Kategorie Beste Nebendarstellerin in einer Comedyserie (Originalbezeichnung: Best Supporting Actress in a Drama Series) ist eine der Auszeichnungen, die jährlich in den Vereinigten Staaten von der Broadcast Television Journalists Association, einem Verband von Fernsehkritikern, verliehen werden. Sie richtet sich an Schauspielerinnen, die eine hervorragende Leistung in einer Nebenrolle in einer Comedy-Fernsehserie erbracht haben. Die Kategorie wurde 2011 ins Leben gerufen. Die Gewinner werden in einer geheimen Abstimmung durch die Fernsehkritiker des Verbandes ermittelt.

## Geschichte und Rekorde
Seit der ersten Verleihung hat die Broadcast Television Journalists Association eine Gesamtanzahl von zwölf Preisen in der Kategorie Beste Nebendarstellerin in einer Comedyserie an neun verschiedene Schauspielerinnen verliehen. Die erste Preisträgerin war Busy Philipps, die 2011 für ihre Rolle als Laurie Keller in Cougar Town ausgezeichnet wurde. Die bisher letzte Preisträgerin war Alex Borstein, die 2018 für ihre Rolle als Susie Myerson in The Marvelous Mrs. Maisel geehrt wurde.
Älteste Gewinnerin mit 59 Jahren war 2014 die US-Amerikanerin Kate Mulgrew (Orange Is the New Black), älteste nominierte Schauspielerin mit 86 Jahren 2018 die Puerto-Ricanerin Rita Moreno (One Day at a Time). Jüngste Gewinnerin mit 21 Jahren war 2013 die US-Amerikanerin Eden Sher (The Middle), jüngste nominierte Schauspielerin mit 19 Jahren 2011 ebenfalls die US-Amerikanerin Eden Sher (The Middle).
Die folgende Liste ist eine Aufzählung von Rekorden der häufigsten Nominierten und Gewinnern in der Kategorie Beste Nebendarstellerin in einer Comedyserie. Die Gewinner und Nominierten in den anderen Serien- und Schauspielerkategorien werden nicht mitgezählt.
| Statistik                                          | Schauspielerin/Serie | Anzahl | Jahre                                            |
| -------------------------------------------------- | -------------------- | ------ | ------------------------------------------------ |
| Häufigste Auszeichnung (Schauspielerin)            | Allison Janney       | 2      | 2014, 2015                                       |
|                                                    | Mayim Bialik         | 2      | 2016 (Jan.), 2018                                |
|                                                    | Rachel Brosnahan     | 2      | 2019, 2020                                       |
| Häufigste Nominierung (Schauspielerin) (* = Sieg)  | Eden Sher            | 5      | 2011, 2012, 2013*, 2015, 2016 (Jan.)             |
| Häufigste Nominierungen ohne Sieg (Schauspielerin) | Rita Moreno          | 4      | 2018, 2019, 2020, 2021                           |
| Häufigste Auszeichnung (Serie)                     | The Big Bang Theory  | 3      | 2013, 2016 (Jan.), 2018                          |
| Häufigste Nominierung (Serie) (* = Sieg)           | The Big Bang Theory  | 7      | 2013 (2×)*, 2014 (2×), 2015, 2016 (Jan.)*, 2018* |

## Gewinner und Nominierte
Die unten aufgeführten Fernsehserien werden mit ihrem deutschen Ausstrahlungstitel (sofern ermittelbar) angegeben, danach folgt in Klammern in kursiver Schrift der fremdsprachige Originaltitel. Die Nennung des Originaltitels entfällt, wenn deutscher und fremdsprachiger Serientitel identisch sind. Die Gewinner stehen hervorgehoben in fetter Schrift an erster Stelle.
2011
Busy Philipps – Cougar Town
Julie Bowen – Modern Family
Jane Krakowski – 30 Rock
Jane Lynch – Glee
Eden Sher – The Middle
Sofía Vergara – Modern Family
2012
Julie Bowen – Modern Family
Alison Brie – Community
Cheryl Hines – Suburgatory
Gillian Jacobs – Community
Eden Sher – The Middle
Casey Wilson – Happy Endings
2013
Kaley Cuoco – The Big Bang Theory

Eden Sher – The Middle
Carly Chaikin – Suburgatory
Sarah Hyland – Modern Family
Melissa Rauch – The Big Bang Theory
Casey Wilson – Happy Endings
2014
Allison Janney – Mom

Kate Mulgrew – Orange Is the New Black
Mayim Bialik – The Big Bang Theory
Kaley Cuoco – The Big Bang Theory
Laverne Cox – Orange Is the New Black
Merritt Wever – Nurse Jackie
2015
Allison Janney – Mom
Mayim Bialik – The Big Bang Theory
Carrie Brownstein – Portlandia
Judith Light – Transparent
Melanie Lynskey – Togetherness
Eden Sher – The Middle
2016 (Jan.)
Mayim Bialik – The Big Bang Theory
Kether Donohue – You’re the Worst
Allison Janney – Mom
Judith Light – Transparent
Niecy Nash – Getting On – Fiese alte Knochen (Getting On)
Eden Sher – The Middle
2016 (Dez.)
Jane Krakowski – Unbreakable Kimmy Schmidt
Julie Bowen – Modern Family
Anna Chlumsky – Veep – Die Vizepräsidentin (Veep)
Allison Janney – Mom
Judith Light – Transparent
Allison Williams – Girls
2018
Mayim Bialik – The Big Bang Theory
Alex Borstein – The Marvelous Mrs. Maisel
Betty Gilpin – GLOW
Jenifer Lewis – Black-ish
Alessandra Mastronardi – Master of None
Rita Moreno – One Day at a Time
2019
Alex Borstein – The Marvelous Mrs. Maisel
Betty Gilpin – GLOW
Laurie Metcalf – The Conners
Rita Moreno – One Day at a Time
Zoe Perry – Young Sheldon
Annie Potts – Young Sheldon
Miriam Shor – Younger
2020
Alex Borstein – The Marvelous Mrs. Maisel
D’Arcy Carden – The Good Place
Sian Clifford – Fleabag
Betty Gilpin – GLOW
Rita Moreno – One Day At A Time
Annie Murphy – Schitt’s Creek
Molly Shannon – The Other Two
2021
Hannah Waddingham – Ted Lasso
Lecy Goranson – Die Conners
Rita Moreno – One Day at a Time
Annie Murphy – Schitt’s Creek
Ashley Park – Emily in Paris
Jaime Pressly – Mom